# Liz Gomis
Pour les articles homonymes, voir Gomis.
Liz Gomis, née en 1980, est une journaliste et réalisatrice franco-sénégalaise, originaire de Guinée-Bissau.

## Biographie
Elle naît en 1980. Après  des études en médiation culturelle et communication à l'université de Paris-VIII, elle obtient un master II en journalisme audiovisuel de l'école de communication et de journalisme à Paris (IICP). Elle est chroniqueuse à Radio Nova.
Elle est également membre du Conseil présidentiel pour l'Afrique fondé par le président français Emmanuel Macron depuis août 2017, où elle a travaillé notamment sur la saison des cultures africaines en France prévue en 2020 ainsi que sur la restauration et la numérisation de films africains.
Depuis juin 2024, elle est directrice de la Maison des mondes africains (MansA), qui décrit son projet culturel comme populaire, tourné vers les mondes africains et les diasporas, mêlant des expositions d’art et d’histoire à des spectacles de danse, des redécouvertes d’archives, des débats, un incubateur pour entrepreneurs.